# Trilacuna wumanshan
Espèce
Trilacuna wumanshan est une espèce d'araignées aranéomorphes de la famille des Oonopidae.

## Distribution
Cette espèce est endémique du Yunnan en Chine,. Elle se rencontre dans le xian de Cangyuan.

## Description
Le mâle holotype mesure 1,44 mm.

## Systématique et taxinomie
Cette espèce a été décrite par Tong, Yang et Zhang en 2023.

## Étymologie
Son nom d'espèce lui a été donné en référence au lieu de sa découverte, le mont Wuman.

## Publication originale
- Ma, Bian, Tong, Yang & Zhang, 2023 : « Three new species of the genus Trilacuna Tong & Li, 2007 (Araneae, Oonopidae) from Yunnan Province, China. » ZooKeys, vol. 1174, p. 289-300 (texte intégral).